# Nishinoshima (Shimane)
Nishinoshima (西ノ島町?) è una cittadina giapponese della prefettura di Shimane.